# Confine tra Cina e Pakistan

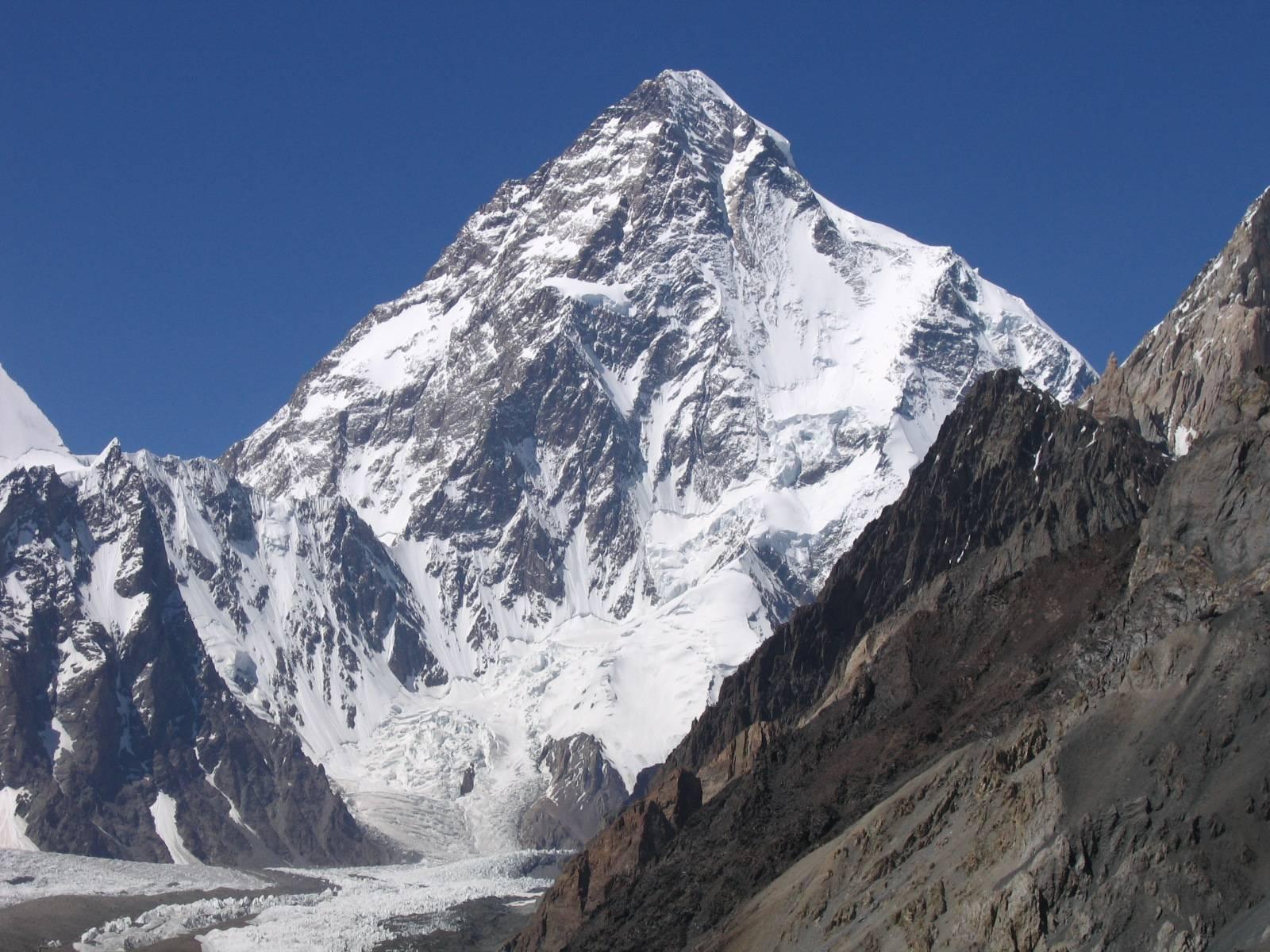
Il K2, la seconda montagna più alta del mondo, si trova al confine

 Il confine tra la Cina e il Pakistan ha una lunghezza di 592 chilometri (368 mi) e va da ovest verso est dalla triplice frontiera con l'Afghanistan alla triplice frontiera contesa con l'India in prossimità del ghiacciaio Siachen. Attraversa le montagne del Karakorum, una delle catene montuose più alte del mondo. Il distretto di Hunza, il distretto di Shigar e il distretto di Ghanche nel Gilgit-Baltistan sono amministrati dal Pakistan, mentre la contea autonoma tagica di Taxkorgan, la contea di Kargilik/Yecheng nella prefettura di Kashgar e la regione autonoma uigura dello Xinjiang sono amministrati dalla Cina. 

## Storia
Il confine moderno risale al periodo del Raj britannico, quando la Gran Bretagna controllava l'India, che allora comprendeva l'attuale Pakistan. Nel 1899, gli inglesi, tramite il proprio diplomatico, Sir Claude MacDonald, proposero al governo cinese quella che divenne nota come la linea MacDonald. Tuttavia i cinesi non risposero mai alla proposta e quindi questo confine non fu mai formalizzato. 
Nei decenni successivi una varietà di mappe furono oggetto di problemi da tutte le parti coinvolte nella disputa, mostrando confini estremamente variabili India e Pakistan ereditarono la disputa sull'indipendenza nel 1947, ulteriormente complicata dalla loro disputa sulla proprietà di Kashmir e Jammu. La questione emerse all'inizio degli anni '60, in un momento di intensa tensione nella regione a causa del continuo fallimento nella risoluzione della disputa indo-pakistana sul Kashmir, della presenza cinese sempre più ampia in Tibet e della guerra sino-indiana del 1962 in cui la Cina aveva preso il controllo della regione dell'Aksai Chin rivendicata dagli indiani. Nel 1961 Cina e Pakistan concordarono in linea di principio di delimitare il loro confine comune; i negoziati iniziarono l'anno successivo, con la firma dell'accordo finale sino-pakistano nel 1963. Entrambe le parti fecero concessioni nel trattato, con il Pakistan che concedeva alla Cina l'area intorno alla Valle di Shaksgam conosciuta come il trattato di Trans-Karakorum. A seguito del trattato furono realizzate una serie di mappe e rilievi aerei dell'area di confine e furono installati pilastri di confine

## Disputa territoriale
Il Pakistan mantenne una rivendicazione territoriale sulla regione del Ladakh amministrata dall'India (precedentemente parte dello Stato di Jammu e Kashmir), che condivideva un confine con la Cina (vedi anche: linea attuale di controllo). La mappa politica usata dal governo pakistano annota il confine del Ladakh con la Cina come "frontiera indefinita", il cui status sarebbe formalizzato dalle "autorità sovrane interessate dopo la risoluzione della controversia su Jammu e Kashmir". 
Al contrario, il confine tra Cina e Pakistan non è riconosciuto dall'India, che rivendica l'ex Stato di Kashmir e Jammu nella sua interezza, rivendicazione che nega qualsiasi confine sino-pakistano e anzi darebbe all'India un confine comune con l'Afghanistan. L'India rifiuta di riconoscere la legalità del trattato sino-pakistano del 1963 o la cessione del trattato di Trans-Karakorum (Valle di Shaksgam) alla Cina, una posizione ulteriormente complicata dal fatto che anche ampie sezioni del resto del confine sino-indiano sono anch'esse contestate. Nel 1984 l'India iniziò a spostare le truppe sul ghiacciaio di Siachen, fino a quel momento instabile, nel Kashmir, alterando di fatto il triplice confine Cina-Inda-Pakistan. L'articolo 6 del trattato sino-pakistano del 1963 prevede una rinegoziazione del confine Cina-Pakistan se la controversia sul Kashmir sarà risolta. Tuttavia, date le fredde relazioni bilaterali tra India e Cina e tra India e Pakistan, è improbabile che la controversia sui confini venga risolta nel breve termine.

## Valichi di frontiera

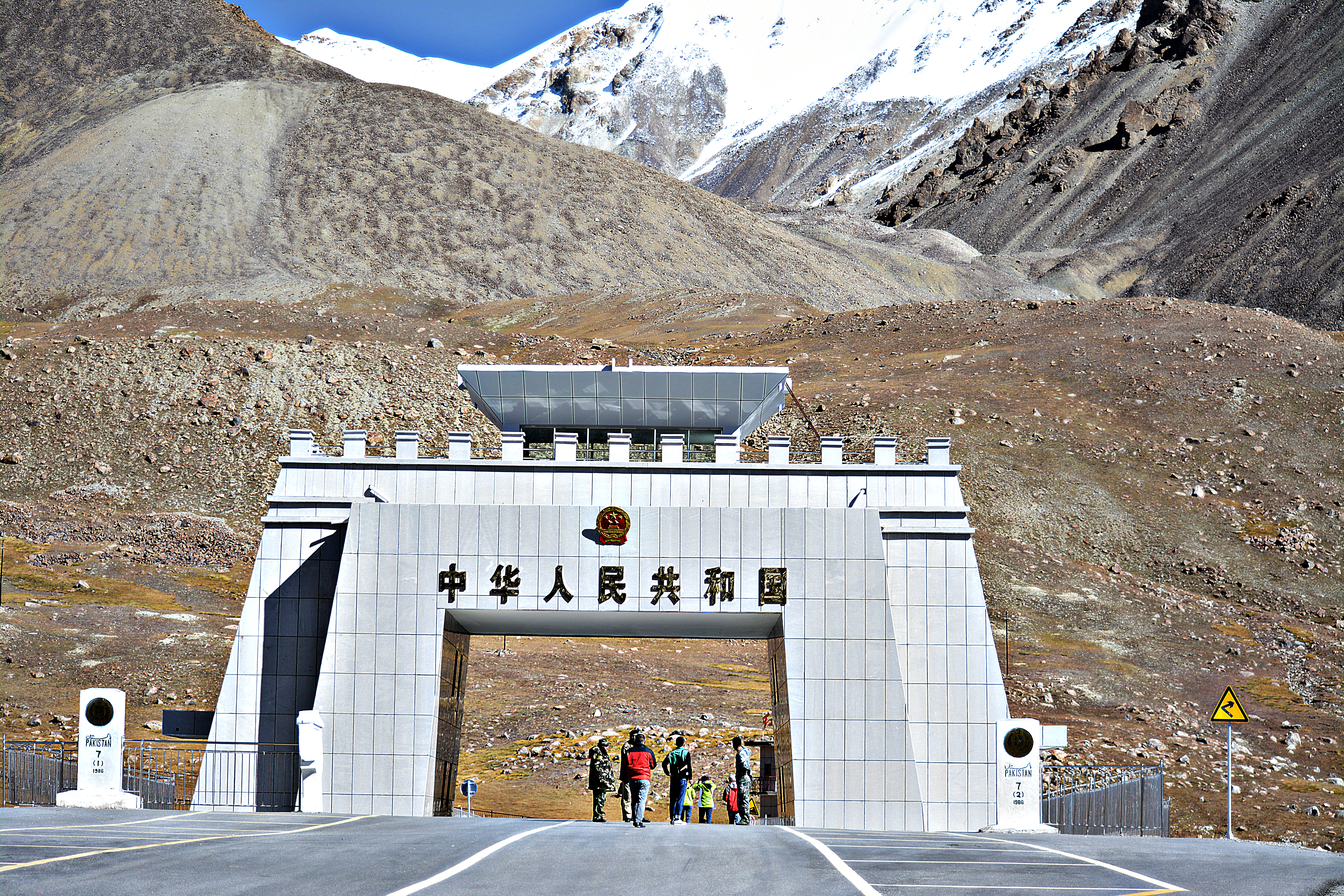
Passo Khunjerab, valico di frontiera tra Cina e Pakistan.

Il passo Khunjerab è l'unico valico di frontiera moderno tra Cina e Pakistan, a cui si accede tramite la strada del Karakorum. Storicamente sono stati utilizzati anche il passo Mintaka e il passo Kilik; tuttavia questi valichi non permettono l'accesso ai veicoli e sono chiusi.